# CB&Q 9900
A CB&Q 9900 egy B-2 tengelyelrendezésű áramvonalas dízelmozdony-sorozat volt, melyet az amerikai General Motors Electro-Motive Division gyártott. A 447 kW  teljesítményű mozdonyból összesen egy db-ot gyártottak 1934-ben.